# Kai (Hunderasse)
Der Kai (jap. 甲斐犬, Kai inu/ken) ist eine von der FCI anerkannte japanische Hunderasse (FCI-Gruppe 5, Sektion 5, Standard Nr. 317).

## Herkunft und Geschichtliches
Die Ahnen waren mittelgroße japanische Hunde. Hauptverbreitungsgebiet ist die ehemalige Provinz Kai, ein von Bergen eingeschlossenes Gebiet. Charakteristisch für diesen Hund, der zu den Spitzen zählt, ist das gestromte Haarkleid. 1934 wurde er zu einem „Naturdenkmal“ erklärt.

## Beschreibung
Die Größe des Kai-Rüden wird im Rassestandard mit 53 cm angegeben, wobei geringe Abweichungen toleriert werden. Hündinnen sind mit 48 cm kleiner als die Rüden. Das Gewicht ist im Standard nicht festgelegt.  Die Fellfarbe ist schwarz oder rot gestromt (die Welpen sind etwa bis zu einem Jahr einfarbig). Das Haar der Hunde ist hart und gerade mit weicher, dichter Unterwolle. Die Ohren sind mittelgroß aufrecht etwas nach vorne geneigt. Hoch angesetzte Rute, dick, kräftig gerollt oder sichelförmig gebogen über dem Rücken getragen.

## Verwendung
Begleithund, früher Jagdhund (Meute)

verschiedene Kais
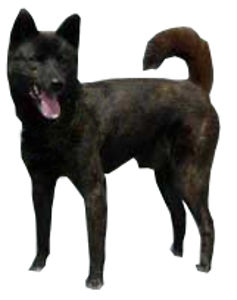
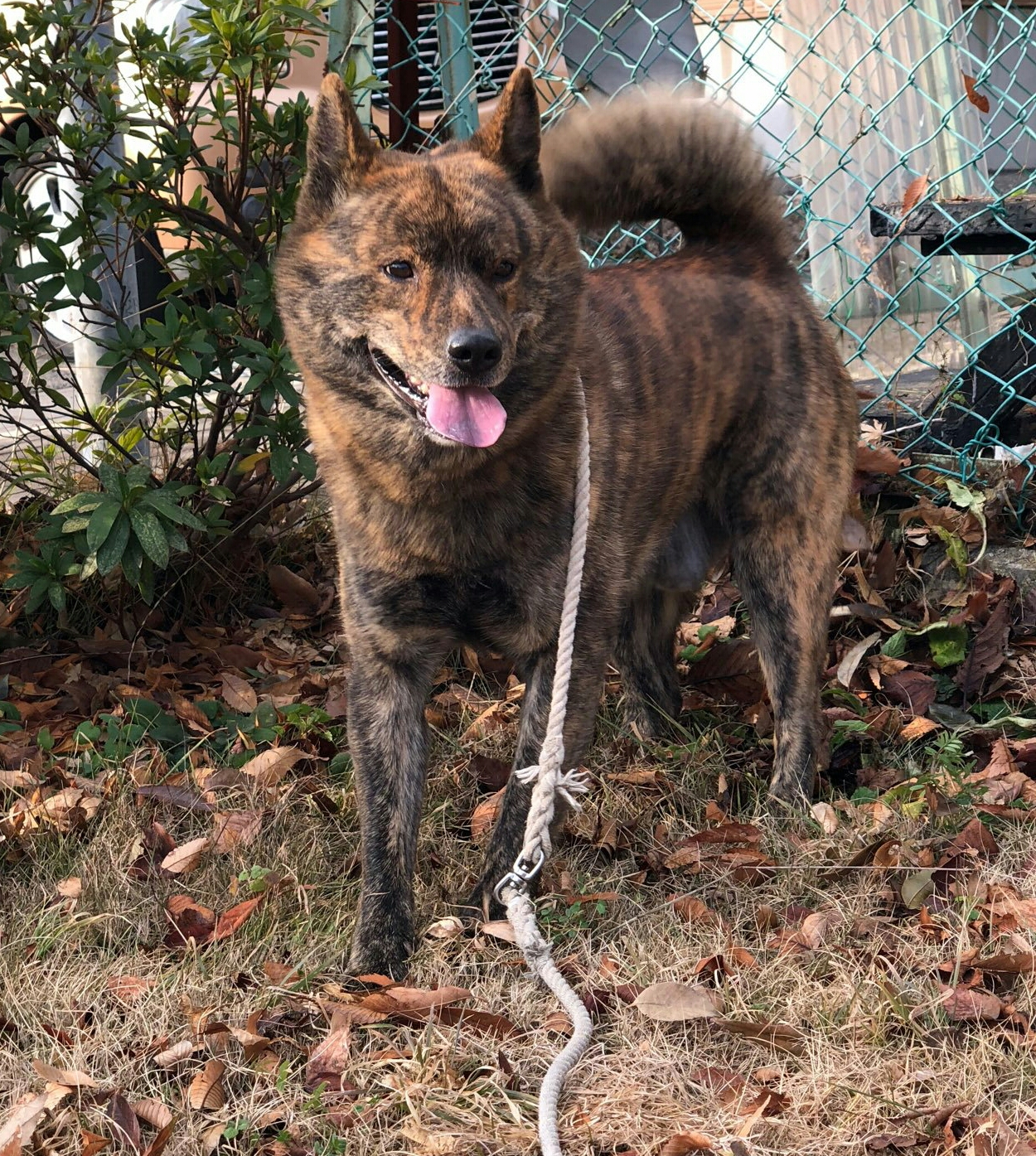
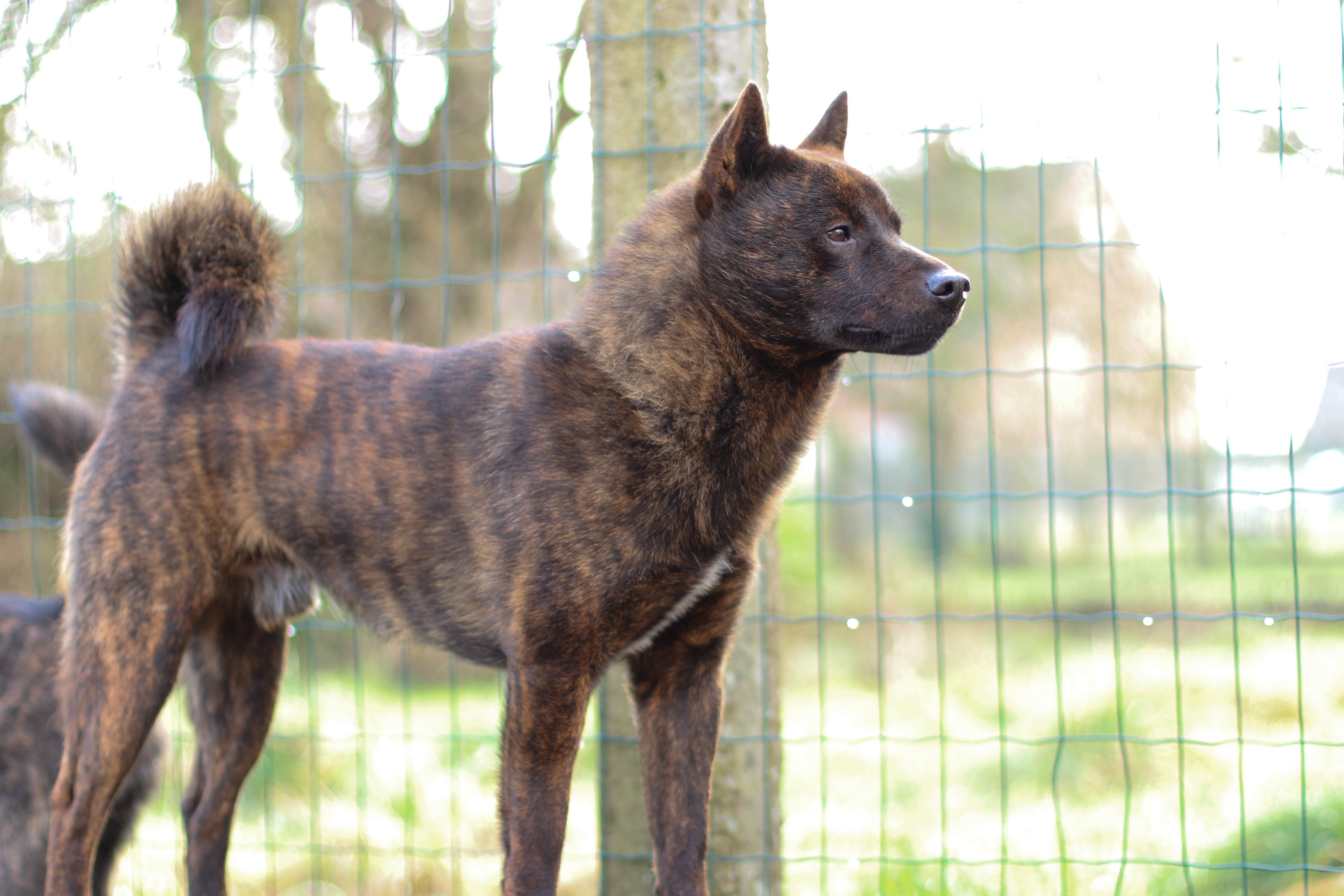